# Завод азотних добрив та метанолу у Мєнделєєвську
Завод азотних добрив та метанолу у Мєнделєєвську – підприємство хімічної промисловості, що діє у Татарстані. Станом на початок 2020-х належить компанії АТ «Амоній».
У 1983-му почалось будівництво розрахованого на випуск добрив Новомєндєлєєвського хімічного заводу і в 1989-му тут стало до ладу виробництво аміачної селітри річною потужністю 450 тисяч тон. Втім, завершити проект в повному обсязі не вдалось. Майданчик працював на покупному аміаку, що суттєво впливало на рентабельність діяльності.
Нарешті в 2015-му запустили новий виробничий комплекс, який отримав установку здатну випускати 522 тисячі тон аміаку та 234 тисячі тон метанолу на рік. При цьому існує можливість працювати в режимі продукування лише аміаку з випуском 718 тисяч тон цього продукту. Також нове виробництво включило лінію карбаміду потужністю 753 тисячі тон.
Для виробництва аміаку та метанолу використовують природний газ, що може надходити до регіону по трубопроводах Можга – Єлабуга та Міннібаєво – Іжевськ.